# Phaéton (Saint-Saëns)
Pour les articles homonymes, voir Phaéton.
Phaéton, op. 39, est un poème symphonique de Camille Saint-Saëns composé en 1873.

## Présentation
Après Le Rouet d'Omphale, Phaéton est le deuxième poème symphonique écrit par Saint-Saëns. Son inspiration, le personnage de Phaéton, est puisée dans la mythologie. À l'instar du Rouet d'Omphale, on retrouve le « même thème de l'échec du héros, et semblable ostinato d'un motif rythmique suscitant une explosion à laquelle succédera le calme ». 
La composition de la pièce est achevée le 12 mars 1873,. 
L'œuvre est créée le 7 décembre 1873 au théâtre du Châtelet, par le Concert national, sous la direction d'Édouard Colonne,, et redonnée quelques jours plus tard, le 12 mars 1873, par les mêmes interprètes. 
La partition est dédiée à Mme Pochet, une élève de Camille Saint-Saëns, également dédicataire de la Barcarolle des Trois Morceaux op. 1 pour harmonium.

## Structure
L’œuvre, d'une durée moyenne d'exécution de neuf minutes environ, comprend un mouvement de 293 mesures, constitué d'une brève introduction Maestoso ( = 72), à , puis d'un Allegro animato ( = 160).
Phaéton porte le numéro d'opus 39 et, dans le catalogue des œuvres du compositeur établi par la musicologue Sabina Teller Ratner, le numéro 170.

## Instrumentation
L'instrumentation requiert :
| Instrumentation de Phaéton                                                                            |
| Bois                                                                                                  |
| 1 piccolo, 2 flûtes (jouant piccolos), 2 hautbois, 2 clarinettes, 2 bassons, 1 contrebasson (ad lib.) |
| Cuivres                                                                                               |
| 4 cors (dont 2 cors naturels), 2 trompettes, 3 trombones, 1 tuba                                      |
| Percussions                                                                                           |
| 4 timbales (3 timbaliers), cymbales, grosse caisse, tam-tam                                           |
| Claviers / cordes pincées                                                                             |
| 2 harpes                                                                                              |
| Cordes                                                                                                |
| premiers violons, seconds violons, altos, violoncelles, contrebasses                                  |

La partition est publiée par Durand en 1875.
Sont également éditées des transcriptions pour piano seul, par A. Benfeld (1906), pour piano à quatre mains par Ernest Guiraud (1883), pour deux pianos, par le compositeur en personne (1874), pour piano à quatre mains avec violon et violoncelle ad libitum par Léon Roques (1900), pour trio avec piano (violon, violoncelle et piano ; flûte, violon et piano ; flûte, violoncelle et piano) avec contrebasse et clarinette ad libitum par Roger Branga (1928), pour harmonie militaire par P. Lançon (1898), pour petit orchestre par Hubert Mouton (1910) et pour orchestre avec harmonium ad libitum par Hubert Mouton (1914).
La transcription de Saint-Saëns pour deux pianos est créée par Marie et Alfred Jaëll le 4 mars 1874 à la salle Érard à Paris,.

## Analyse

### Argument
L'argument du poème symphonique est exposé en liminaire de la partition,, :

« Phaéton a obtenu de conduire dans le Ciel le char du Soleil, son père. Mais ses mains inhabiles égarent les coursiers. Le char flamboyant, jeté hors de sa route, s'approche des régions terrestres. Tout l'univers va périr embrasé, lorsque Jupiter frappe de sa foudre l'imprudent Phaéton. »

### Traduction musicale
La partition est une « véritable peinture musicale du sujet qu'elle suggère » et « appartient sans doute à la meilleure veine du compositeur qui y manie un orchestre souple et transparent », selon la musicologue Adélaïde de Place.
Au début de l'œuvre, les cuivres sonnent une introduction majestueuse, puis le motif rythmique (deux brèves, une longue), qui figure le galop des chevaux, est exposé par les cordes et harpes, avant d'être repris par les bois sur les cordes en pizzicato. La frénésie de Phaéton est évoquée par un thème des cuivres aux accents triomphaux. Vient ensuite un épisode plus apaisé, avec une mélodie aux cors. Mais bientôt le tourbillon repart, la course s'accélère jusqu'à l'explosion en tutti, soulignée par les percussions et notamment les trois timbaliers : la foudre a frappé. Un dernier épisode, qui s'ouvre sur la reprise du thème paisible, achève l'œuvre, avec le thème de Phaéton énoncé une dernière fois, dans une coloration tristement funèbre, mais le calme revient, la paix règne de nouveau sur l'univers,,,.
Par rapport au Rouet d'Omphale, François-René Tranchefort relève quelques caractéristiques de Phaéton : « à l'orchestre, peu de divisions, beaucoup de doublures ; une prédominance des cuivres, ainsi que des accents percussifs, massifs ; l'écriture rythmique n'a pas moins de lourdeur volontaire ».

## Discographie
- Saint-Saëns: Symphonic Poems, Orchestre national de Lille, Jun Märkl (dir.), Naxos 8.573745, 2017[7].
- Camille Saint-Saëns Edition, Warner Classics 0190296746048, 2021[8] :
  - CD 3, Orchestre de Paris, Pierre Dervaux (dir.) ;
  - CD 32, Orchestre de l'Association des Concerts Colonne, Louis Fourestier (dir.), gravure Columbia FCX 165 (Paris, théâtre des Champs-Élysées, 17-18/02/1953).